# Coupe de France de football 1980-1981
Navigation
Coupe de France 1979-1980 Coupe de France 1981-1982
La Coupe de France 1980-1981 est la 64e édition de cette compétition, et a vu le SEC Bastiais remporter sa première Coupe de France face à l'AS Saint-Étienne en finale, le 13 juin 1981, sur le score de 2 buts à 1.

## Résultats

### Trente-deuxièmes de finale
Les 32es de finale sont disputés sur terrains neutres.
| Division        | Club                       | Score               | Club                         | Division           | Lieu              |
| --------------- | -------------------------- | ------------------- | ---------------------------- | ------------------ | ----------------- |
| Division 1 (D1) | SEC Bastia                 | 3 - 0               | SM Caen                      | Division 2 (D2)    | Évreux            |
| Division 1 (D1) | AS Nancy-Lorraine          | 5 - 0               | CP Le Morne-Rouge            | DH Martinique (D5) | Saint-Ouen        |
| Division 2 (D2) | Montpellier PSC            | 1 - 0               | OGC Nice                     | Division 1 (D1)    | Alès              |
| Division 1 (D1) | AS Monaco FC               | 4 - 1               | AS Béziers                   | Division 2 (D2)    | Narbonne          |
| Division 1 (D1) | FC Metz                    | 2 - 1               | CO Saint-Chamond             | DH (D5)            | Bourg-en-Bresse   |
| Division 2 (D2) | FC Martigues               | 1 - 1 a.p., 5-4 tab | Olympique lyonnais           | Division 1 (D1)    | Marseille         |
| Division 1 (D1) | Lille OSC                  | 2 - 0               | Calais RUFC                  | Division 3 (D3)    | Dunkerque         |
| Division 1 (D1) | RC Lens                    | 1 - 0               | FC Yonnais                   | Division 3 (D3)    | Cholet            |
| Division 2 (D2) | Le Havre AC                | 1 - 0               | Stade lavallois              | Division 1 (D1)    | Rouen             |
| Division 2 (D2) | LB Châteauroux             | 1 - 0               | US Valenciennes-Anzin        | Division 1 (D1)    | Bourges           |
| Division 1 (D1) | FC Girondins de Bordeaux   | 1 - 0 a.p.          | Stade poitevin PEPP          | Division 3 (D3)    | Angoulême         |
| Division 1 (D1) | AJ Auxerre                 | 2 - 0               | RCFC Besançon                | Division 2 (D2)    | Dijon             |
| Division 1 (D1) | FC Nantes                  | 1 - 0               | SC Amiens                    | Division 3 (D3)    | Saint-Quentin     |
| Division 1 (D1) | Nîmes Olympique            | 2 - 0               | FCAS Grenoble                | Division 2 (D2)    | Valence           |
| Division 1 (D1) | FC Tours                   | 1 - 0               | AS Brest                     | Division 3 (D3)    | Saint-Brieuc      |
| Division 1 (D1) | Angers SCO                 | 0 - 0 a.p., 3-1 tab | Stade quimpérois             | Division 2 (D2)    | Vannes            |
| Division 1 (D1) | FC Sochaux-Montbéliard     | 3 - 1               | Limoges FC                   | Division 2 (D2)    | Brive             |
| Division 1 (D1) | AS Saint-Étienne           | 2 - 0               | SR Saint-Dié-des-Vosges      | Division 2 (D2)    | Nancy             |
| Division 3 (D3) | AS Poissy                  | 2 - 0               | Toulouse FC                  | Division 2 (D2)    | Versailles        |
| Division 1 (D1) | Paris Saint-Germain FC     | 2 - 0               | Stade rennais FC             | Division 2 (D2)    | Caen              |
| Division 3 (D3) | SO Pont-de-Chéruy          | 1 - 0               | US Saint-Tropez              | DH (D5)            | Cannes            |
| Division 2 (D2) | AS Angoulême               | 2 - 0               | AS Libourne                  | Division 2 (D2)    | Saintes           |
| Division 4 (D4) | FC Valence                 | 2 - 0               | Olympique d'Alès-en-Cévennes | Division 3 (D3)    | Montélimar        |
| Division 2 (D2) | US Orléans                 | 3 - 1               | US Melun                     | Division 3 (D3)    | Meaux             |
| Division 2 (D2) | CS Thonon-les-Bains        | 2 - 0               | CS Le Moule                  | DH Guadeloupe (D5) | Pointe-à-Pitre    |
| Division 2 (D2) | La Sportive Thionvilloise  | 0 - 0 a.p., 4-1 tab | CS Sedan-Ardennes            | Division 3 (D3)    | Reims             |
| Division 3 (D3) | CS Cuiseaux-Louhans        | 2 - 1               | GFC Ajaccio                  | Division 2 (D2)    | Chalon-sur-Saône  |
| DH (D5)         | US Fécamp                  | 3 - 1 a.p.          | US Friville-Escarbotin       | DH (D5)            | Dieppe            |
| Division 3 (D3) | AEP Le Bourg-sous-la-Roche | 2 - 1               | AJ Saint-Georges             | DH Guyane (D5)     | Paris             |
| Division 4 (D4) | US Maubeuge                | 2 - 0               | AS Corbeil-Essonnes          | Division 2 (D2)    | Cambrai           |
| Division 3 (D3) | USM Malakoff               | 2 - 1               | SR Haguenau                  | Division 3 (D3)    | Châlons-sur-Marne |
| Division 1 (D1) | RC Strasbourg              | 1 - 0               | Paris FC                     | Division 2 (D2)    | Paris             |

### Seizièmes de finale
| Division        | Club                       | Aller | Total  | Retour | Club                     | Division        |
| --------------- | -------------------------- | ----- | ------ | ------ | ------------------------ | --------------- |
| Division 1 (D1) | FC Nantes                  | 2 - 0 | 5 - 5  | 3 - 5  | Paris Saint-Germain FC   | Division 1 (D1) |
| Division 1 (D1) | Angers SCO                 | 1 - 4 | 1 - 10 | 0 - 6  | FC Girondins de Bordeaux | Division 1 (D1) |
| Division 1 (D1) | Nîmes Olympique            | 2 - 4 | 3 - 5  | 1 - 1  | AS Nancy-Lorraine        | Division 1 (D1) |
| Division 1 (D1) | FC Tours                   | 1 - 2 | 2 - 4  | 1 - 2  | RC Lens                  | Division 1 (D1) |
| Division 1 (D1) | FC Sochaux-Montbéliard     | 2 - 1 | 2 - 2  | 0 - 1  | AS Monaco FC             | Division 1 (D1) |
| Division 1 (D1) | SEC Bastia                 | 2 - 1 | 3 - 2  | 1 - 1  | AJ Auxerre               | Division 1 (D1) |
| Division 2 (D2) | US Orléans                 | 0 - 0 | 0 - 2  | 0 - 2  | FC Metz                  | Division 1 (D1) |
| Division 1 (D1) | Lille OSC                  | 3 - 1 | 3 - 2  | 0 - 1  | CS Thonon-les-Bains      | Division 2 (D2) |
| Division 4 (D4) | FC Valence                 | 0 - 1 | 0 - 6  | 0 - 5  | AS Saint-Étienne         | Division 1 (D1) |
| DH (D5)         | US Fécamp                  | 0 - 3 | 0 - 7  | 0 - 4  | RC Strasbourg            | Division 1 (D1) |
| Division 3 (D3) | AS Poissy                  | 0 - 0 | 0 - 1  | 0 - 1  | Le Havre AC              | Division 2 (D2) |
| Division 3 (D3) | AEP Le Bourg-sous-la-Roche | 0 - 1 | 0 - 2  | 0 - 1  | AS Angoulême             | Division 2 (D2) |
| Division 3 (D3) | CS Cuiseaux-Louhans        | 1 - 2 | 1 - 5  | 0 - 3  | Montpellier PSC          | Division 2 (D2) |
| Division 2 (D2) | La Sportive Thionvilloise  | 2 - 0 | 5 - 1  | 3 - 1  | SO Pont-de-Chéruy        | Division 3 (D3) |
| Division 3 (D3) | USM Malakoff               | 1 - 1 | 1 - 1  | 0 - 0  | FC Martigues             | Division 2 (D2) |
| Division 4 (D4) | US Maubeuge                | 1 - 3 | 3 - 8  | 2 - 5  | LB Châteauroux           | Division 2 (D2) |

### Huitièmes de finale
| Division        | Club                      | Aller | Total  | Retour | Club                     | Division        |
| --------------- | ------------------------- | ----- | ------ | ------ | ------------------------ | --------------- |
| Division 1 (D1) | SEC Bastia                | 2 - 0 | 3 - 2  | 1 - 2  | AS Monaco FC             | Division 1 (D1) |
| Division 1 (D1) | FC Nantes                 | 1 - 4 | 5 - 10 | 4 - 6  | FC Girondins de Bordeaux | Division 1 (D1) |
| Division 1 (D1) | AS Nancy-Lorraine         | 2 - 1 | 3 - 4  | 1 - 3  | AS Saint-Étienne         | Division 1 (D1) |
| Division 2 (D2) | LB Châteauroux            | 1 - 0 | 1 - 2  | 0 - 2  | Lille OSC                | Division 1 (D1) |
| Division 2 (D2) | Le Havre AC               | 1 - 0 | 1 - 2  | 0 - 2  | RC Lens                  | Division 1 (D1) |
| Division 1 (D1) | FC Metz                   | 2 - 1 | 2 - 2  | 0 - 1  | Montpellier PSC          | Division 2 (D2) |
| Division 1 (D1) | RC Strasbourg             | 2 - 0 | 3 - 2  | 1 - 2  | AS Angoulême             | Division 2 (D2) |
| Division 2 (D2) | La Sportive Thionvilloise | 2 - 2 | 2 - 5  | 0 - 3  | FC Martigues             | Division 2 (D2) |

### Quarts de finale
| Division        | Club                     | Aller | Total | Retour | Club            | Division        |
| --------------- | ------------------------ | ----- | ----- | ------ | --------------- | --------------- |
| Division 1 (D1) | RC Lens                  | 3 - 1 | 3 - 2 | 0 - 1  | Lille OSC       | Division 1 (D1) |
| Division 1 (D1) | FC Girondins de Bordeaux | 1 - 5 | 1 - 9 | 0 - 4  | RC Strasbourg   | Division 1 (D1) |
| Division 1 (D1) | AS Saint-Étienne         | 2 - 1 | 3 - 2 | 1 - 1  | Montpellier PSC | Division 2 (D2) |
| Division 2 (D2) | FC Martigues             | 3 - 0 | 3 - 5 | 0 - 5  | SEC Bastia      | Division 1 (D1) |

### Demi-finales
| Division        | Club             | Aller | Total | Retour | Club          | Division        |
| --------------- | ---------------- | ----- | ----- | ------ | ------------- | --------------- |
| Division 1 (D1) | SEC Bastia       | 2 - 0 | 3 - 0 | 1 - 0  | RC Lens       | Division 1 (D1) |
| Division 1 (D1) | AS Saint-Étienne | 2 - 1 | 3 - 2 | 1 - 1  | RC Strasbourg | Division 1 (D1) |

### Finale
| Entraîneur :  |
| Antoine Redin |

| Entraîneur :  |
| Robert Herbin |

| Entraîneur :  |
| Antoine Redin |

| Entraîneur :  |
| Robert Herbin |